# Virac
Virac é uma comuna francesa na região administrativa de Occitânia, no departamento de Tarn. Estende-se por uma área de 11,44 km². Em 2010 a comuna tinha 244 habitantes (densidade: 21,3 hab./km²).